# Fiat Tipo (1988)
El Fiat Tipo (type 160) es un automóvil de turismo del segmento C. Fue producido por el fabricante italiano Fiat entre los años 1988 y 1998. Fue proyectado y desarrollado por Fiat para sustituir al Fiat Ritmo y se fabricó hasta el año 1998, (Europa 1995) siendo reemplazado por el tándem Fiat Bravo/Brava. Sus principales rivales son los Citroën ZX, Ford Escort, Opel Astra, Peugeot 309, Renault 19 y Volkswagen Golf. El Tipo fue galardonado como Coche del Año en Europa en 1989.
En 1989, el Tipo ganó el premio al Coche del Año en Europa y el premio Semperit al Coche Irlandés del Año en Irlanda. El coche gozó de gran popularidad en Brasil, donde superó en ventas al Volkswagen Gol, que había sido el coche brasileño más vendido durante más de veinte años. Solo el Tipo, el Fiat Uno Mille y el Fiat Palio superaron en ventas al Gol.

## Arquitectura y carrocerías
Desde su lanzamiento, en 1988 y hasta 1992, el Fiat Tipo fue fabricado únicamente con carrocería hatchback de 5 puertas y a partir de este año y hasta el fin de su producción fue combinado también con la versión 3 puertas. 
Disponía de un coeficiente aerodinámico frontal de 0'31 y lateral de 0'10.
En 1990 tiene lugar la aparición en el mercado de la variante sedán de 3 cuerpos, denominada Fiat Tempra, de 4 puertas, y Fiat Tempra SW, esta última en variante familiar. Disponen de un coeficiente aerodinámico frontolateral más eficiente, de 0'30 y 0'09 respectivamente.
Fiat Auto, se convierte así mismo, y de forma única; en el primer fabricante mundial que proyecta, diseña, produce y vende; la primera plataforma modular sobre la que se ofrecerán 4 tipos de carrocerías auto portantes diferentes, tan sólo reduciendo o aumentando la longitud de las mismas y manteniendo la misma distancia entre ejes y anchura de vías.
Tras una renovación mecánica y estética inicial, principalmente en el frontal y el interior, en marzo de 1993, que introdujo numerosas mejoras, especialmente en términos de seguridad, el Tipo fue reemplazado a finales del verano de 1995 por el Fiat Bravo/Brava (construido sobre una evolución de la plataforma Tipo, conocida como la plataforma Fiat C), manteniéndose en producción durante un breve periodo únicamente para el mercado brasileño.
En 2015, Fiat presentó un nuevo modelo llamado Tipo, que, sin embargo, era completamente diferente del coche de las décadas de 1980 y 1990.

## Primera serie (1988-1993)
El Fiat Tipo se ofreció inicialmente con tres motores de gasolina y dos diésel; los motores de gasolina 1.1 FIRE, 1.4 y 1.6 eran carburadores. A partir de septiembre de 1991, los motores 1.4 y 1.6 pasaron a ser de inyección electrónica (es decir) y, a partir de 1992, también de convertidores catalíticos, ya que la legislación hizo obligatorio el convertidor catalítico para todos los coches de nueva matriculación a partir del 1 de enero de 1993. Los motores diésel incluían un 1.7 de aspiración natural y un 1.9 diésel con turbo e intercooler con 92 CV y 186 Nm de par motor disponible desde 2400 rpm. Este motor era uno de los más potentes de su categoría: por ello, el Turbodiésel, llamado T.ds hasta 1991, fue presentado por Fiat como la versión más deportiva de la gama Tipo; También era la única versión con parachoques delantero de boca ancha y la única que podía equipar opcionalmente faros antiniebla (que, al menos inicialmente, no estaban disponibles en las demás versiones, una decisión de diseño que limitaba la disponibilidad de faros antiniebla a las versiones con parachoques deportivos. Sin embargo, podían instalarse en el mercado de accesorios, ya que los parachoques de serie también contaban con carcasas adecuadas, pero no estaban previstos para ellos, al igual que los altavoces traseros en las bandejas laterales de la bandeja trasera). El T.ds fue, al menos en su fase inicial de comercialización, la única versión que podía equipar opcionalmente ABS de cuatro canales.
En 1989, también se ofreció el motor 1.8 i.e. con inyección electrónica multipunto, doble árbol de levas en cabeza y culata de cuatro válvulas, que desarrollaba 136 CV. Este motor impulsaba la versión deportiva de la gama Tipo, el i.e. 16v. También estaba disponible una versión especial "T.ds X", con el exterior i.e. 16v. Al año siguiente, en 1990, se añadieron la versión de ocho válvulas del 1.8 i.e. (110 CV) y el 2.0 i.e., también de ocho válvulas y con doble árbol de levas e inyección electrónica multipunto, que desarrollaba 113 CV. Ese mismo año también debutaron el 1.9 diésel de 65 CV (disponible solo en la versión DGT), el Selecta, equipado con la transmisión continuamente variable CVT y con los motores 1.4 y 1.6, y las versiones Granturismo, con un acabado más deportivo, disponibles en los motores 1.8 y 2.0 8v y T.ds. Luego tenemos la introducción del AGT, es decir, un DGT con instrumentación analógica (obviamente la placa del guardabarros llevaba la palabra AGT), para ofrecer una alternativa con instrumentación analógica a los clientes que preferían soluciones más tradicionales pero no querían pasar a las versiones Base más básicas para contar con la clásica instrumentación de agujas, además de ser menos completa en la misma.

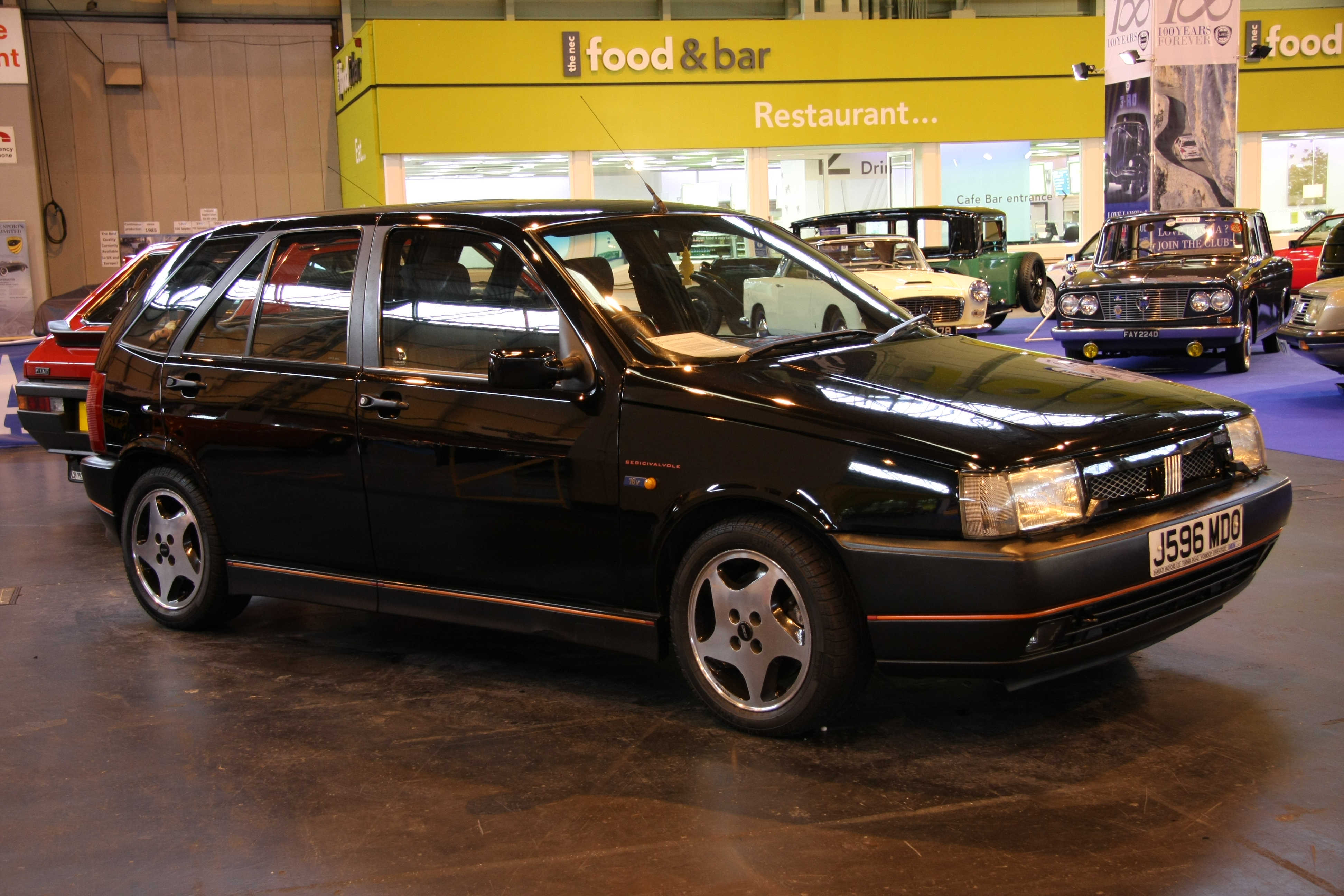
Fiat Tipo Sedicivalvole 2.0 i.e. 16V

1991 fue el año del 2.0 i.e. 16v, más conocido como Sedicivalvole o Duemilasedici, una nueva versión deportiva de la gama que heredó toda la estética del i.e. 16v, a excepción del volante, la parrilla y las llantas de aleación.
En cuanto a seguridad, el Tipo estuvo equipado desde el principio con reposacabezas delanteros, cinturones de seguridad delanteros y traseros, barras anti-intrusión en las puertas delanteras, largueros del motor de deformación programada y ABS (de dos o cuatro canales), disponible como opción en casi todas las versiones y de serie en el 2.0 16v.
En su lanzamiento, el Tipo estaba disponible en dos niveles de equipamiento, Base y Digit; sin embargo, para evitar problemas con Citroën, que contaba con una versión del Citroën BX llamada Digit en su lista de precios, Fiat optó por cambiar el nivel de equipamiento de su coche mediano a DGT. En cuanto al equipamiento, incluso la versión Base ofrecía accesorios de serie como limpiaparabrisas trasero, luneta térmica, limpiaparabrisas de cuatro velocidades, preinstalación de audio y faros halógenos. Las versiones DGT añadían elevalunas eléctricos delanteros, cierre centralizado, volante regulable en altura, interiores más refinados y aterciopelados, parachoques más bajos pintados del mismo color que la carrocería e intermitentes delanteros blancos. Una característica de este nivel de equipamiento era la instrumentación digital LCD con ajuste de iluminación y un panel de control. El T.ds también se basaba en el nivel de equipamiento DGT, en comparación con el cual se añadían frenos de tambor traseros más grandes y dirección asistida.
El aire acondicionado estaba disponible en algunas versiones, pero podía instalarse fácilmente como opción de posventa, utilizando piezas y controles originales del salpicadero, en todas las versiones AGT y DGT.
En 1991, la gama se actualizó, eliminando el motor Fire 1.1; los niveles de equipamiento pasaron a ser Base (sin cambios desde 1988), S (similar al AGT, pero con la instrumentación simplificada del Base), SX (similar al DGT, pero con la opción de equipar el coche con instrumentación analógica o digital sin coste adicional) y GT (idéntico al SX y reservado para los motores más potentes). Todas las versiones ahora mostraban el indicador de cilindrada en el portón trasero.

### Niveles de equipamiento
Niveles de equipamiento y equipamiento de serie del Fiat Tipo de primera serie (1988-1993):
- Base (1988-1993)
- DGT (1988-1991; full Digit solo para el motor 1.1 hasta 1989): instrumentación digital con tacómetro, elevalunas eléctricos delanteros, panel de control, cierre centralizado, interior de terciopelo, volante regulable en altura, parachoques parcialmente del color de la carrocería, intermitentes delanteros blancos, emblema lateral con el logotipo de la DGT (en el caso del Turbodiésel, el emblema lateral llevaba el logotipo T.ds);
- AGT (1990-1991): instrumentación analógica idéntica a la de la DGT, elevalunas eléctricos delanteros, cierre centralizado, interior de tela pata de gallo, parachoques parcialmente del color de la carrocería, intermitentes delanteros blancos; GT (1990-1993): Dirección asistida, marcos de ventanilla negros, asientos deportivos, tacómetro, cinturones de seguridad regulables en altura, elevalunas eléctricos delanteros, panel de instrumentos, cristales tintados, cierre centralizado, faros antiniebla, neumáticos 185/60 R14 H;
- Ej. 16v (1989-1992): Pilares de puerta negros (versión Sport, finales de 1991), asientos deportivos contorneados, instrumentación analógica con tacómetro, indicador de presión de aceite y de temperatura, y panel de instrumentos, cinturones de seguridad regulables en altura, volante deportivo específico del modelo, elevalunas eléctricos delanteros, dirección asistida, cristales tintados, cierre centralizado, faros antiniebla, molduras rojas del parachoques, entrada de aire inferior más grande y llantas de aleación de 14 pulgadas y cuatro radios (opcionales hasta 1991). S (1991-1993): Instrumentación analógica sin tacómetro, elevalunas eléctricos delanteros, cierre centralizado, interior de tela pata de gallo, parachoques parcialmente del color de la carrocería, intermitentes delanteros blancos;
- SX (1991-1993): Instrumentación analógica o digital disponible sin coste adicional, elevalunas eléctricos delanteros, panel de instrumentos, cierre centralizado, interior de terciopelo, volante regulable en altura, parachoques parcialmente del color de la carrocería, intermitentes delanteros blancos; Sedicivalvole (1991-1993): Marcos de ventanas negros, asientos deportivos contorneados, instrumentación analógica con tacómetro, indicador de presión de aceite, indicador de temperatura de aceite y panel de instrumentos, cinturones de seguridad ajustables en altura, ventanas delanteras eléctricas, dirección asistida, volante "deportivo" de 3 radios con borde forrado en cuero (similar al del Uno Turbo de segunda generación) y pomo de cambio de cuero, ventanas polarizadas, cierre centralizado, faros antiniebla, molduras de parachoques rojas, neumáticos 185/55 R 15 V y llantas de aleación de 15 pulgadas, cinco radios, de dos tonos y corte de diamante.

Versiones especiales del Fiat Tipo de primera serie:
- T.ds X (1989): El equipamiento opcional incluye instrumentos analógicos con cuentarrevoluciones, asientos deportivos, volante deportivo de tres radios, indicador de presión de aceite, indicador de presión del turbocompresor y panel de control, cinturones de seguridad regulables en altura (solo para mercados extranjeros), elevalunas eléctricos delanteros, dirección asistida, lunas tintadas, cierre centralizado, dos retrovisores exteriores negros, parachoques delantero y trasero negros con inserciones rojas y faros antiniebla (igual que los del 16v);
- Smart (1990): Nuevo nombre para el 1.1 Base;
- York (1990): Disponible en versiones 1.4, 1.4 DGT y 1.6 DGT, con modificaciones en el motor diseñadas para reducir el consumo de combustible y las emisiones. Se reconoce por el desplazamiento del filtro de aire a un lateral del motor. Moonlight (1991): Basado en el motor 1.6 AGT, incorpora un techo corredizo eléctrico de lona a lo largo de toda la línea del techo, tapicería específica, embellecedores de ruedas de diseño especial, adhesivos "Moonlight" y, por último, parachoques y retrovisores completamente del color de la carrocería, disponibles únicamente en burdeos metalizado.
- Clip (1992): Disponible en las versiones 1.4 y 1.4 i.e., incorpora al equipamiento básico molduras específicas para asientos y paneles de puerta, los embellecedores de ruedas SX, radio y techo corredizo.
- Suite (1992): Disponible en la versión 1.6 i.e. catalítica Euro 1 con 75 CV (en otros mercados europeos también estaba disponible la versión 1.4 o 1.8 i.e. catalítica), basada en el acabado SX. Diseñado para mejorar la calidad de producción, presentaba acabados de alta gama.[6] El equipamiento de serie incluía dirección asistida, aire acondicionado (elemento clave de la campaña publicitaria), lunas tintadas, tapizado interior en tela especial o (opcionalmente) en cuero negro o burdeos, retrovisores eléctricos del mismo color que el coche con desempañador, cinturones de seguridad regulables en altura, asiento del conductor con ajuste lumbar y de altura, volante deportivo de cuero específico del modelo (diferente del de 16 válvulas) con aro de cuero negro para interiores de tela o cuero negros, o burdeos para interiores burdeos, así como pomo de la palanca de cambios y fuelle del freno de mano en cuero negro o burdeos, llantas de acero con clavos de 14 pulgadas y neumáticos 165/65 R14. El volante también estaba disponible con aro de madera. Equipamiento opcional para todas las versiones: lunas tintadas, aire acondicionado, dirección asistida, techo solar manual o eléctrico, retrovisor exterior auxiliar derecho, retrovisor exterior auxiliar derecho con ajuste eléctrico, ambos con resistencias de desempañado, y asiento del conductor con ajuste de altura. Asiento del conductor calefactable, asiento trasero dividido, neumáticos de perfil bajo 165/65 R14 (165/70 R13 de serie), lavafaros, pintura metalizada y cinturones de seguridad traseros con retractor.

## Segunda serie (1993-1995)

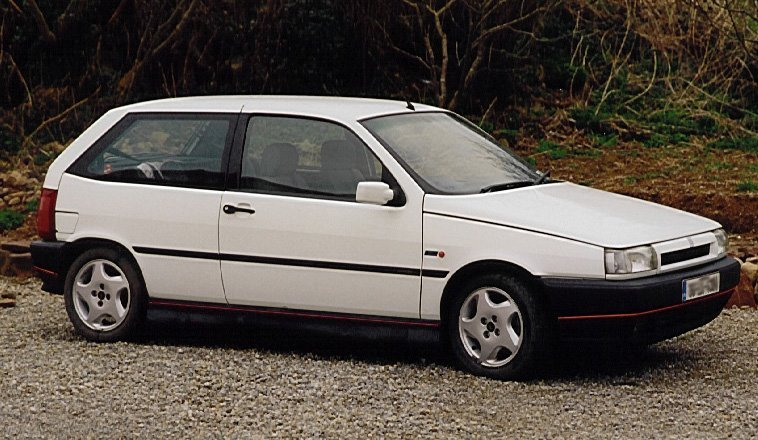
Vista lateral de un Tipo de 3 puertas de la segunda serie

En la primavera de 1993, salió a la venta la segunda serie del Tipo, que compartía algunos motores con la serie anterior, pero se actualizó y revisó para cumplir con la normativa anticontaminación Euro 1. El nuevo Tipo introdujo nuevos acabados, con atención al detalle en los niveles de equipamiento superiores, como el HSD, y un nuevo interior, con un salpicadero y paneles de puerta más redondeados, similares a los del Fiat Tempra. En el exterior, se adoptaron faros delanteros y una parrilla más redondeada y delgada; esta última presentaba un logotipo Fiat más pequeño en la parte superior y una entrada de aire en la inferior.

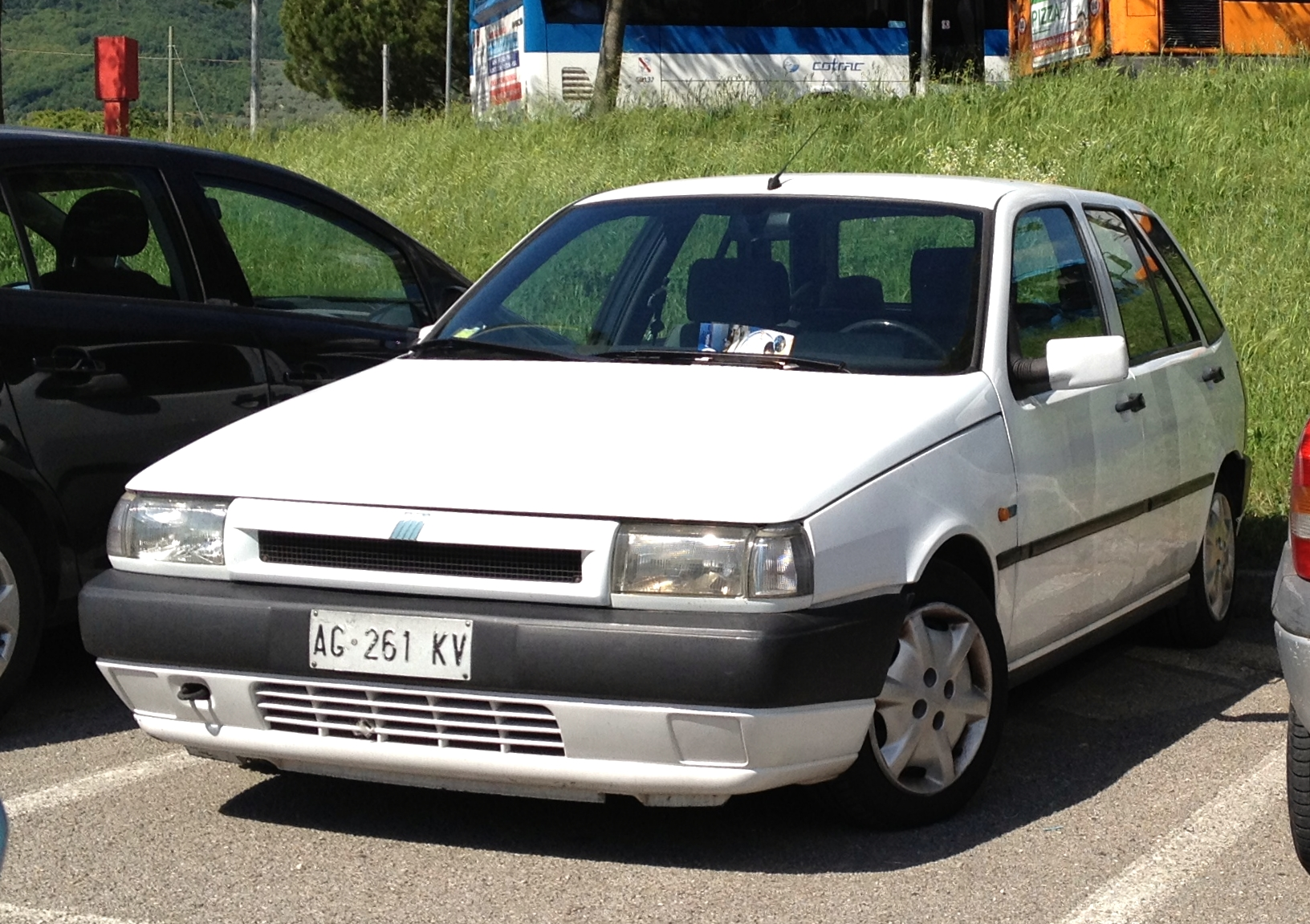
Frontale di una Tipo II serie

El nuevo Tipo introdujo mejoras para mejorar la seguridad automotriz, con la incorporación de nuevas y más robustas barras anti-intrusión en las puertas, con un elemento tubular doble de acero de alta resistencia, y un habitáculo reforzado con refuerzos en los pilares A y B, los estribos laterales y el mamparo entre el compartimento del motor y el habitáculo. También incorporó un volante de cuatro radios con amortiguación, fabricado con un material suave y ergonómico, y un salpicadero de plástico con espuma interna para una mayor protección en caso de colisión. Disponibles como opción para todos los modelos y de serie en algunos, se incluyen: airbags, pretensores de cinturones de seguridad delanteros y ABS con frenos de disco en las cuatro ruedas.
Además de la versión de 5 puertas comercializada hasta entonces, se introdujo una versión de tres puertas con un diseño deportivo que incluía marcos de ventanas en negro brillante de serie. Todas las versiones de 3 puertas, independientemente del acabado, contaban con elevalunas eléctricos.
En 1994, se introdujo el acabado HSD (High Safety Drive) para mejorar las características de seguridad del Tipo, incluyendo ABS de cuatro canales, airbag del conductor, pretensores de cinturones de seguridad delanteros, reposacabezas traseros, ajuste del alcance de los faros y un interruptor de inercia.

### Niveles de equipamiento
Niveles de equipamiento del Fiat Tipo de segunda serie (1993-1995):
- S (1.4 i.e., 1.6 i.e., 1.7 D): cinturones de seguridad regulables en altura, elevalunas eléctricos delanteros de serie (versión de 3 puertas)
- SX (1.4 i.e., 1.6 i.e., 1.6 i.e. Automático, 1.9 D, 1.9 TD): dirección asistida hidráulica, tacómetro, cinturones de seguridad regulables en altura, elevalunas eléctricos delanteros, panel de instrumentos, cristales tintados, cierre centralizado, interior de terciopelo, retrovisores exteriores y parachoques del color de la carrocería
- HSD (High Safety Drive): interruptor inercial, ABS, airbag, dirección asistida hidráulica, pretensor de cinturón de seguridad, tacómetro, cinturones de seguridad regulables en altura, elevalunas eléctricos delanteros, panel de instrumentos, cristales tintados, cierre centralizado, interior de terciopelo, retrovisores exteriores y parachoques del color de la carrocería
- SLX (1.8 i.e, 2.0 i.e. automático) (solo 5 puertas): tacómetro, dirección asistida hidráulica, cinturones de seguridad regulables en altura, marcos de las ventanas negros, elevalunas eléctricos delanteros, panel de instrumentos, cristales tintados, cierre centralizado, interior de terciopelo, asiento del conductor regulable en altura con ajuste lumbar y reposabrazos central, faros antiniebla, llantas de aleación de 14", neumáticos 185/60 R14 H, reposacabezas traseros, frenos de disco en las 4 ruedas (delanteros ventilados), retrovisores exteriores del color de la carrocería y parachoques con entradas de aire más grandes.
- GT (1.8 i.e 1.9 TD): dirección asistida, marcos de las ventanas negro brillante, asientos deportivos contorneados, tacómetro, cinturones de seguridad regulables en altura, elevalunas eléctricos delanteros, panel de instrumentos, cristales tintados, cierre centralizado, faros antiniebla, neumáticos 185/60 R14 H, retrovisores exteriores del color de la carrocería y parachoques con entradas de aire más grandes.
- Sedicivalvole (2.0 i.e 16V): dirección asistida, marcos de ventanilla en negro brillante, asientos deportivos Recaro contorneados y bordes de cojín delanteros ajustables, pomo de la palanca de cambios forrado en cuero, cinturones de seguridad regulables en altura, tacómetro, elevalunas eléctricos delanteros, panel de instrumentos, cristales tintados, cierre centralizado, faros antiniebla, franjas rojas en el parachoques, llantas de aleación de 15", neumáticos 185/55 R15 V, ABS y frenos de disco en las 4 ruedas (ventilados delante), retrovisores exteriores del color de la carrocería, retrovisores exteriores ajustables eléctricamente con desempañador y faldones de parachoques con entradas de aire ampliadas.

En 1994, se introdujo el acabado especial Mania, que incluía embellecedores específicos para las ruedas, portaequipajes y radio de serie.
Los acabados SX, SLX, GT y 16V podrían tener como opciones: Airbag (de serie en HSD y también disponible en S), dispositivo antirrobo volumétrico, techo solar eléctrico de apertura total tanto corredizo como basculante en cristales tintados y con parasol, aire acondicionado, asientos regulables en altura, ajuste lumbar y apoyabrazos central (de serie en SLX), asientos divididos 60/40, regulación del alcance de los faros, espejos retrovisores eléctricos calefactables (de serie en 16V), lavafaros escamoteables con chorros de presión telescópicos, ABS, asientos de cuero, y para los 16V y GT asientos deportivos Recaro de cuero con borde delantero del cojín ajustable.

## Variantes

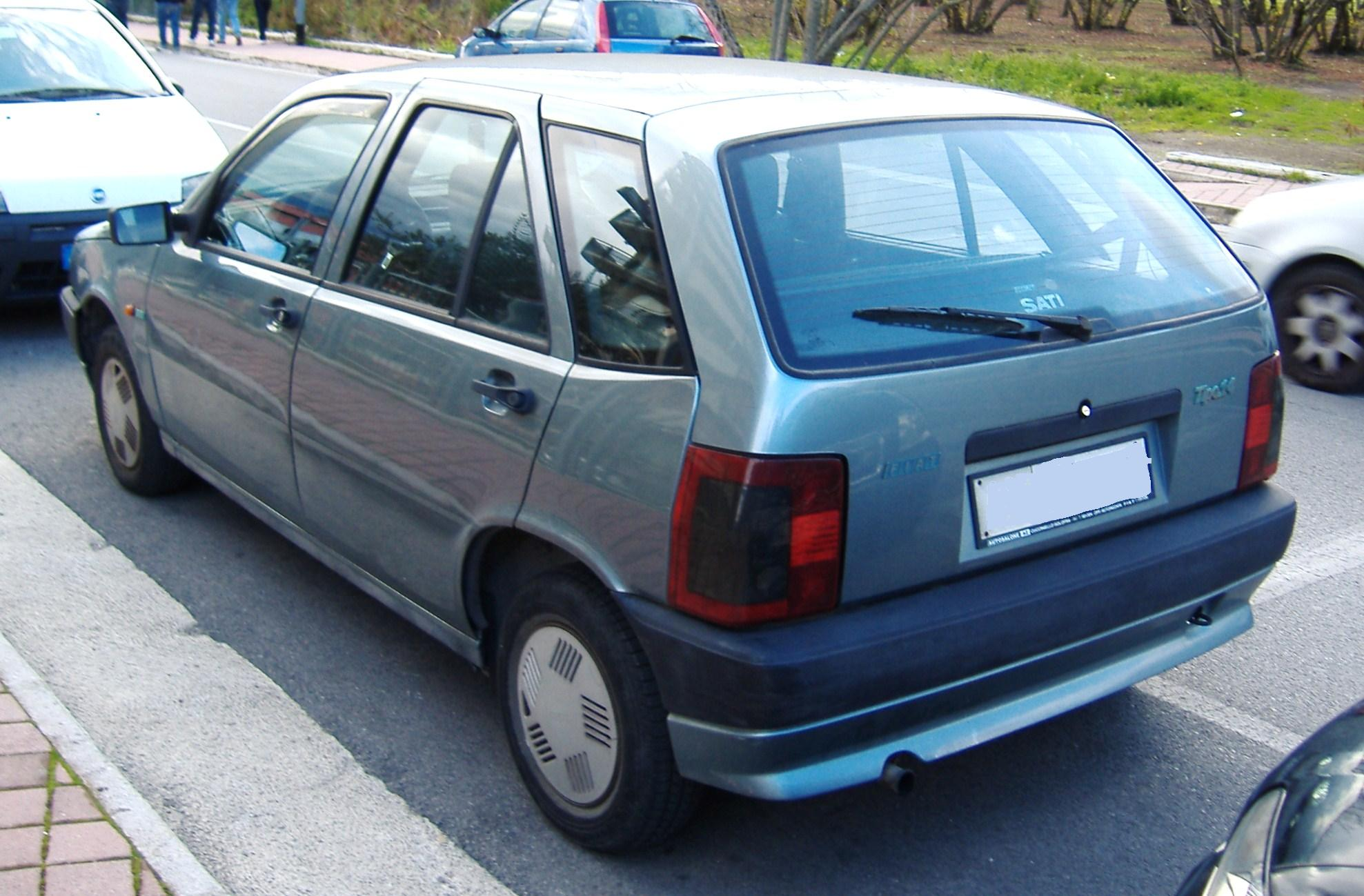
Five door Tipo 1.4, rear view

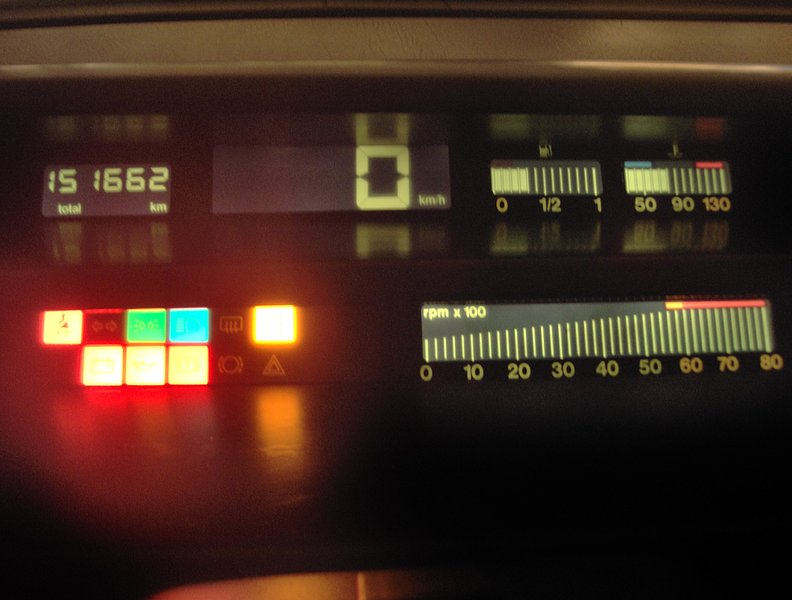
The DGT models had digital instruments

Presentado en enero de 1988, el Tipo salió a la venta en Europa durante junio de 1988, y en el mercado de vehículos con volante a la derecha en el Reino Unido desde el 16 de julio de 1988, inicialmente básico (es decir,), DGT, (los primeros modelos DGT para el mercado italiano se identificaban como 'digit', presumiblemente en reconocimiento al tablero digital, pero esto se cambió rápidamente a DGT después de una disputa sobre la propiedad del nombre, lo que generó confusión sobre si el modelo era diésel) Los niveles de equipamiento S, SX y 16v estaban disponibles. "Tipo" en italiano significa "tipo".
La potencia, de 58 a 148 CV (43 a 109 kW), provenía de motores de gasolina de 1.1, 1.4, 1.6, 1.7, 1.8, 1.8 16v, 2.0 y 2.0 16v, así como de motores diésel 1.7, 1.9 diésel y 1.9 turbodiésel.
El motor 1.1 base se consideraba insuficiente para el coche, que por lo demás era espacioso para cinco adultos y contaba con un equipamiento superior a la media. Esta versión nunca se vendió en el Reino Unido. El tope de gama era el 2.0 Sedicivalvole (16 válvulas).
El Sedicivalvole obtuvo su motor del Lancia Thema, y con una carrocería mucho más pequeña y ligera, este motor ofrecía un rendimiento y una maniobrabilidad excepcionales, y una velocidad máxima de unos 209,2 km/h (130 mph), lo que lo hacía más rápido que el Volkswagen Golf GTI de la época. Inicialmente, el mercado del Reino Unido solo recibía las versiones 1.4 y 1.6 del Tipo, mientras que los motores de gasolina 1.8 y 2.0, y los motores diésel, no se importaron hasta principios de la década de 1990.
El Uno, de menor tamaño, alcanzó un éxito notable en ese mercado durante la década de 1980, alcanzando su punto álgido con más de 40.000 ventas en 1988. Tanto Fiat como la prensa especializada albergaban grandes esperanzas de que el Tipo replicara este triunfo, pero las ventas no alcanzaron las expectativas.

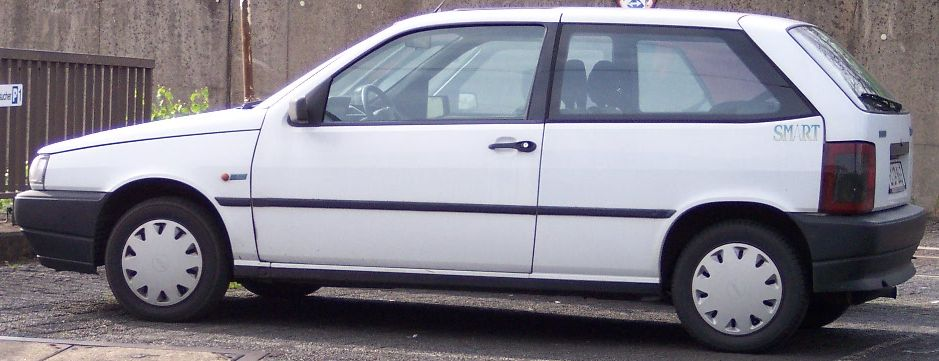
At the 1993 facelift, the 3-door Tipo was introduced

The Tipo was facelifted in 1993, and a three-door version was added, as well as minor exterior changes (the two evolutions of the car can be differentiated by their slightly different radiator grilles and headlamps) and improved specifications; safety features like stiffer bodyshells, driver's airbag, and side impact bars were added to the range. This included the new S, SX, and SLX trim levels, as well as a new eight valve 2.0 GT model.
La producción del Tipo italiano cesó en el verano de 1995, cuando fue reemplazado por el Fiat Bravo de tres puertas y el Fiat Brava de cinco puertas. El Tempra berlina y familiar (familiar) fueron reemplazados por el Marea en 1996. El Bravo y el Brava tuvieron un gran éxito de ventas en toda Europa, pero el Marea fue una decepción en la mayoría de los mercados.[cita requerida]

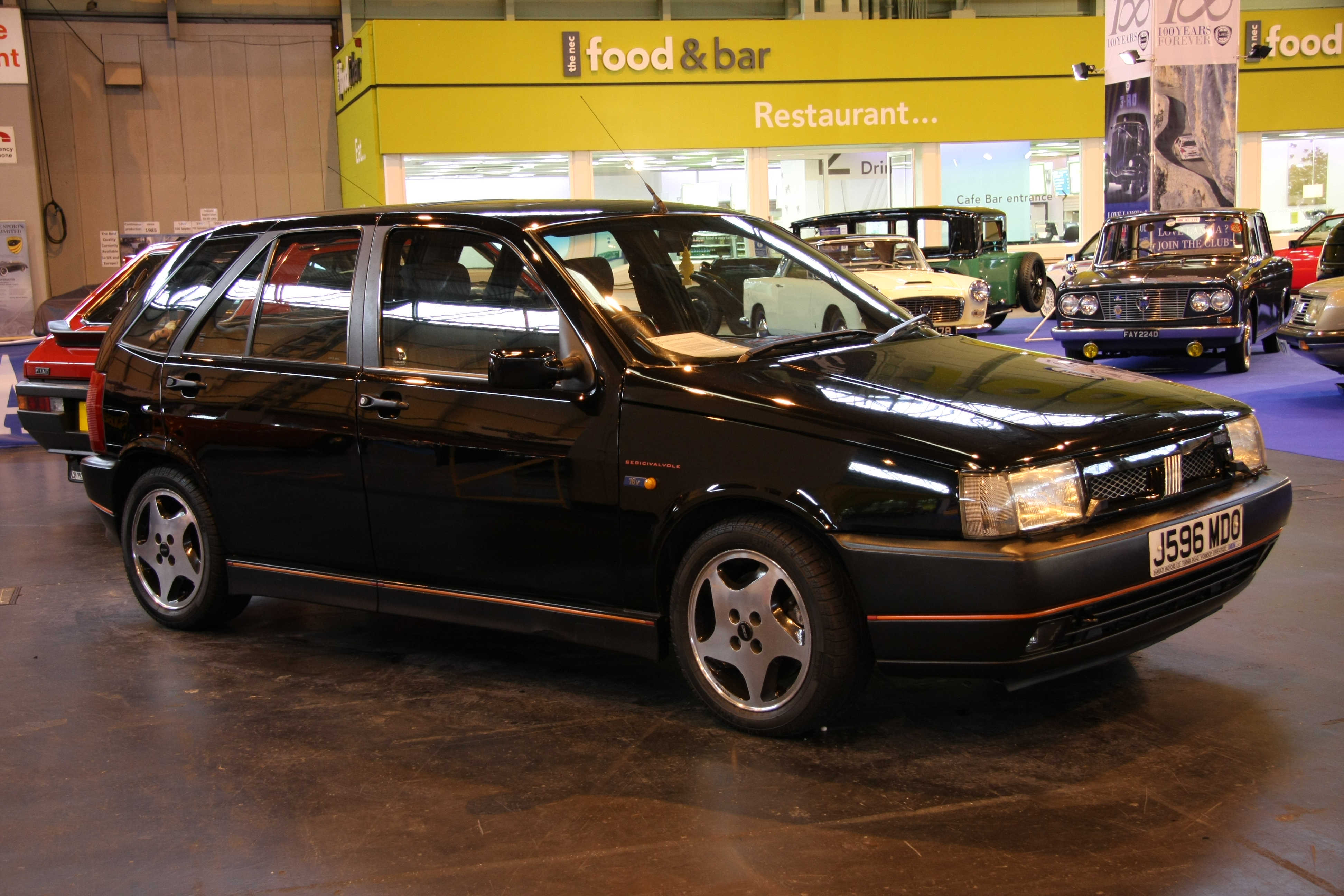
Fiat Tipo Sedicivalvole en una exposición de coches clásicos, NEC Birmingham, Reino Unido

It was a reasonably strong seller in the United Kingdom, initially winning plaudits for its innovative and practical design, as well as its good handling. It was originally sold with only 1.4 and 1.6 petrol engines, the 16 valve 1.8 and 2.0 engines with fuel injection became available there in the early 1990s.
The digital dashboard of higher end models proved to be controversial and unreliable.[cita requerida]
El coche se lanzó a un mercado favorable en el Reino Unido, donde ninguno de los tres grandes fabricantes (Ford, Vauxhall y Austin Rover) había lanzado un coche completamente nuevo de este tamaño en al menos cuatro años. Sin embargo, estas tres marcas lanzaron nuevos modelos del tamaño del Tipo en tres años, y la creciente competencia redujo las ventas del Tipo.
Su éxito fuera de Italia también se resintió a principios de los 90, ya que se lanzó casi al mismo tiempo que el Renault 19, y pronto le siguieron numerosos rivales, como el Citroën ZX.
Los dos últimos años (1994 y 1995) vieron un aumento significativo en las ventas, pero estas se concentraron principalmente en los modelos económicos de 1.4 litros.[cita requerida]

### Producción en otros lugares
En Brasil, el Tipo se importó de Italia a partir de septiembre de 1993. Fue el coche de importación más vendido en 1994 y 1995, alcanzando el quinto puesto en ventas totales en 1995. El Tipo importado estaba disponible con tres versiones, estrechamente relacionadas con sus motores: el básico de 1.6 litros, el lujoso de 2.0 litros (ocho válvulas) y el deportivo Sedicivalvole de dos litros y dieciséis válvulas. También se importaron diecisiete unidades de 1.7 litros, todas de color Azul Estoril y con equipamiento completo. En junio de 1995, comenzaron a reportarse numerosos incendios en los Tipo de fabricación italiana, lo que dañó gravemente la reputación del coche.
La producción local comenzó en diciembre de 1995, con un único nivel de equipamiento. Tenía un motor de 1.6 litros y ocho válvulas con inyección de combustible multipunto, que ofrecía un aumento de 10 CV (7,4 kW) en comparación con el antiguo 1.6 litros, es decir, producía 92 caballos de vapor (68 kW). Sin embargo, la versión fabricada localmente era más cara que la original (en parte porque todavía había que importar muchas piezas); combinado con la publicidad negativa en torno a los incendios de motores, las ventas de 1996 cayeron un 83 por ciento en lugar de duplicarse como estaba previsto. Con volúmenes de producción un 95 por ciento inferiores a lo planeado, Fiat se vio obligada a finalizar la producción antes de tiempo. El 9 de marzo de 1997, Fiat anunció que la producción cesaría en 60 días, mientras que el Tempra, de tamaño cercano, permaneció en producción hasta 1999.

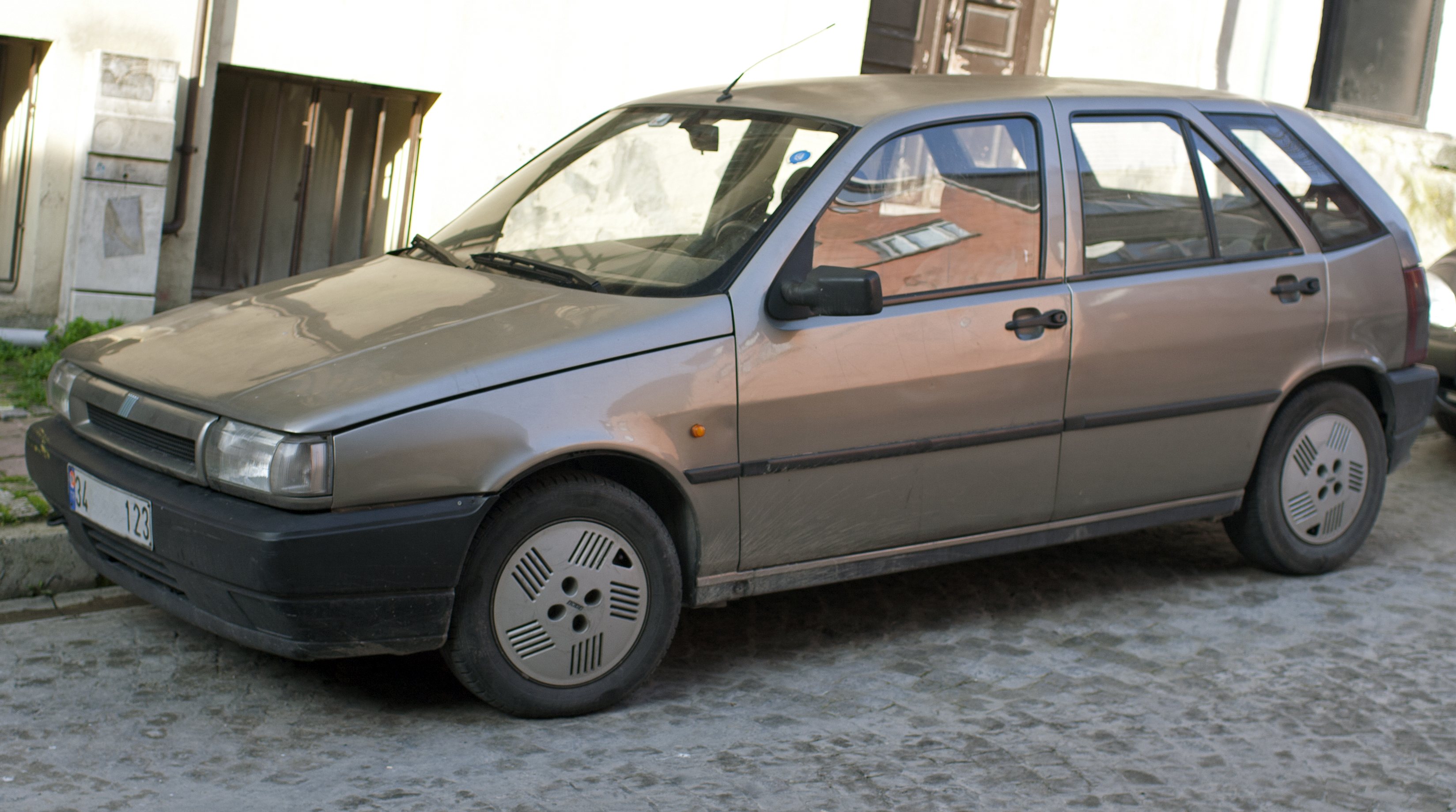
Segunda serie Tipo (construido por Tofaş)

También fue fabricado en Turquía por Tofaş. Los coches fabricados en Turquía generalmente no contaban con convertidores catalíticos, por lo que algunos tenían una potencia ligeramente superior a la de los modelos que se muestran en la tabla a continuación. Los coches turcos también tienen un pequeño logotipo "Tofaş" en la parte inferior derecha del maletero; la producción allí continuó al menos hasta el año 2000.

## Características técnicas
Los propulsores disponían de alimentación mediante carburadores Weber; monocuerpo y doble cuerpo electrónicos, con Starter de arranque automático y calefactor de colectores de admisión, inyección electrónica Magneti Marelli, encendido electrónico Digiplex; (Multiplexado) y Brekerless; los cuadros de instrumentación digitales, y los novedosos mandos de las palancas de control iluminadas, son fabricados por Borg Warner.
En 1992, recibe un restyling frontal, una nueva carrocería de 3 puertas, y además; un nuevo diseño de interiores y la readaptación de los propulsores, adoptando todos estos la inyección electrónica y un catalizador de 2 vías, ya que aunque desde el inicio de producción todos podían consumir gasolina con plomo y sin plomo la normativa anticontaminación EURO-1, que entraba en vigor el 1 de enero de 1993, así lo requería.
Debido a esta medida, los propulsores de todos los fabricantes verían disminuidas sus potencias y rendimientos debiendo tener unos consumos algo más elevados para poder obtener un rendimiento similar, con lo que a su vez aumentaba la emisión de CO2 a la atmósfera.
La solución adoptada por todos los fabricantes para tener potencias similares al momento de la entrada en vigor de la norma fue la implantación en los motores de las culatas multiválvula, las cuales hacen que se produzca una mayor entrada de aire en la cámara de combustión y de esta manera se reducen las emisiones al medio ambiente.
Esta solución técnica la adoptó Fiat Groupe en los propulsores de alta cilindrada, ya que los de 1108cc/FIRE, 1372cc y 1598cc debido a su avanzada concepción no precisaban de ellas, haciendo que la fabricación fuese menos costosa, con un mantenimiento a más largo término, un coste de adquisición más ajustado con mejores y novedosas tecnologías; y ofrecidas estas, en una única pionera plataforma modular, lo que no ofrecen el resto de constructores mundiales.
Este tipo de plataformas de construcción, son aquellas por las que se regirán todos los fabricantes de automóviles en el próximo futuro, adelantando las nuevas soluciones técnicas que se emplearán a partir de las próximas décadas y del nuevo milenio del 2000.
Debido a ello, y por todas estas soluciones de vanguardia, recibió el premio Car of The Year en 1989; de ahí el eslogan publicitario del momento de Fiat Auto: Fiat, Tecnología Líder.
Desde el 01/01/1993, debido a la normativa anticontaminacion EURO I, se prohíbe de forma taxativa, el consumo de gasolina con plomo en toda la U.E., habiendo moratorias de adaptación (2 años); para algunos países como España, por no poder cumplir con la norma debido al alto índice de vehículos antiguos en circulación; debido a la poca y nula implicación de sus gobiernos y entidades financieras, para potenciar la renovación del parque automovilístico, o, para fomentar el uso de nuevas técnicas de utilización de combustibles alternativos en el automóvil. Con lo que España siempre ha sido y es un país obsoleto y tecnológicamente poco avanzado, en este sentido, ya que estas técnicas hace más de 40 años que se utilizan en Europa y América del Sur.
Esta normativa también afectó a la lubrificación de los propulsores de todos los constructores, los cuales debieron de realizar nuevas formulaciones y viscosidades de los lubricantes, ya que hasta esa fecha, eran de composición mineral. El plomo de la gasolina, también actuaba como un lubricante interno de los motores, y al dejar de usarse esta, se utilizaron nuevos materiales para la fabricación de los distintos componentes de las culatas, que es; generalmente, donde se producen las averías debido a las altísimas temperaturas de trabajo alcanzadas.
Es la llamada "nueva era" de los lubricantes donde ya son, inicialmente, de componente semisintético y sintético; los cuales se usan en la actualidad. Los grados de viscosidad, arrancaban en inicio, en los rangos de 10w40 y 10w50.
Al mismo tiempo, afectó a los diferentes grados en la homologación de ACEA, y las homologaciones API. pudiendo ser SG o CF, ya fuesen propulsores de gasolina, diésel, o bi-fuel.
Debido a que en la U.E, también se implementan nuevos estándares de seguridad en los vehículos, Fiat Auto, decide poner fin a la producción del mismo en 1995 en Europa, siendo substituido por los Fiat Bravo, Fiat Brava, y Fiat Marea.
En 2015 y tras 20 años desde el fin de su producción, Fiat retoma la denominación comercial de "Fiat Tipo" para su nuevo representante del segmento C en Europa, (Aegea, o Viaggio); -en India y China- y, que en nada tienen que ver con el primero.

## Diseño
Fue diseñado en conjunción entre I.DE.A Institute (Turín) y el Centro Stile Fiat, bajo la dirección del diseñador Ercole Spada.
En el nuevo Centro Técnico de Mirafiori se desarrollan a su vez, las novedosas técnicas de ensamblaje, de materiales y desarrollo de los nuevos propulsores (159A2000 benzina).
El modelo es un cinco plazas con tracción delantera y motor delantero transversal, el cual comparte su plataforma con otros modelos del Grupo Fiat. Denominada esta como TIPO DUE en clave interna en su fase de desarrollo, y siendo aplicada al resto de modelos como el Alfa Romeo 155, la pareja Alfa Romeo 145/146 la segunda generación del Lancia Delta y el Lancia Dedra.
La fabricación de las partes más expuestas de su carrocería se fabricaban en material sintético o con chapa galvanizada, tratamiento este último en que fue precursor en su uso, y que le confiere una gran resistencia al óxido y a las agresiones externas de la carrocería, como por ejemplo la lluvia ácida.
Sus paragolpes se realizaron con un novedoso material plástico capaz de absorber impactos de hasta 5 km/h; volviendo a su estado original tras su deformación inicial.
Los propulsores fueron fabricados en las plantas de Termoli; - (1108 c.c FIRE) y en la de Foggia, (1372-1598 c.c, y 1919 c.c.T. diésel).
Fueron fabricados en Italia en las plantas de Rivalta y Cassino, desde 1988 hasta 1995, y también en Sudamérica (concretamente en Brasil) se fabricó hasta 1998. Desde allí se exportó a países como Argentina, donde reemplazó paulatinamente (definitivamente en 1995) y en su variante de Fiat Tempra al Fiat Regata fabricado por Sevel Argentina.

## Versiones / Modelos.
El modelo contaba con diferentes carrocerías que estaban bien diferenciadas entre ellas, pues se usaron 2 denominaciones, Fiat Tipo para la versión bicuerpo y Tempra para la versión tricuerpo.
- Fiat Tipo era la versión compacta es decir con carrocería Hatchback, de 5 y 3 puertas, en 1994 sufrió un pequeño rediseño que afecto más notablemente al frontal con una nueva calandra y ópticas.

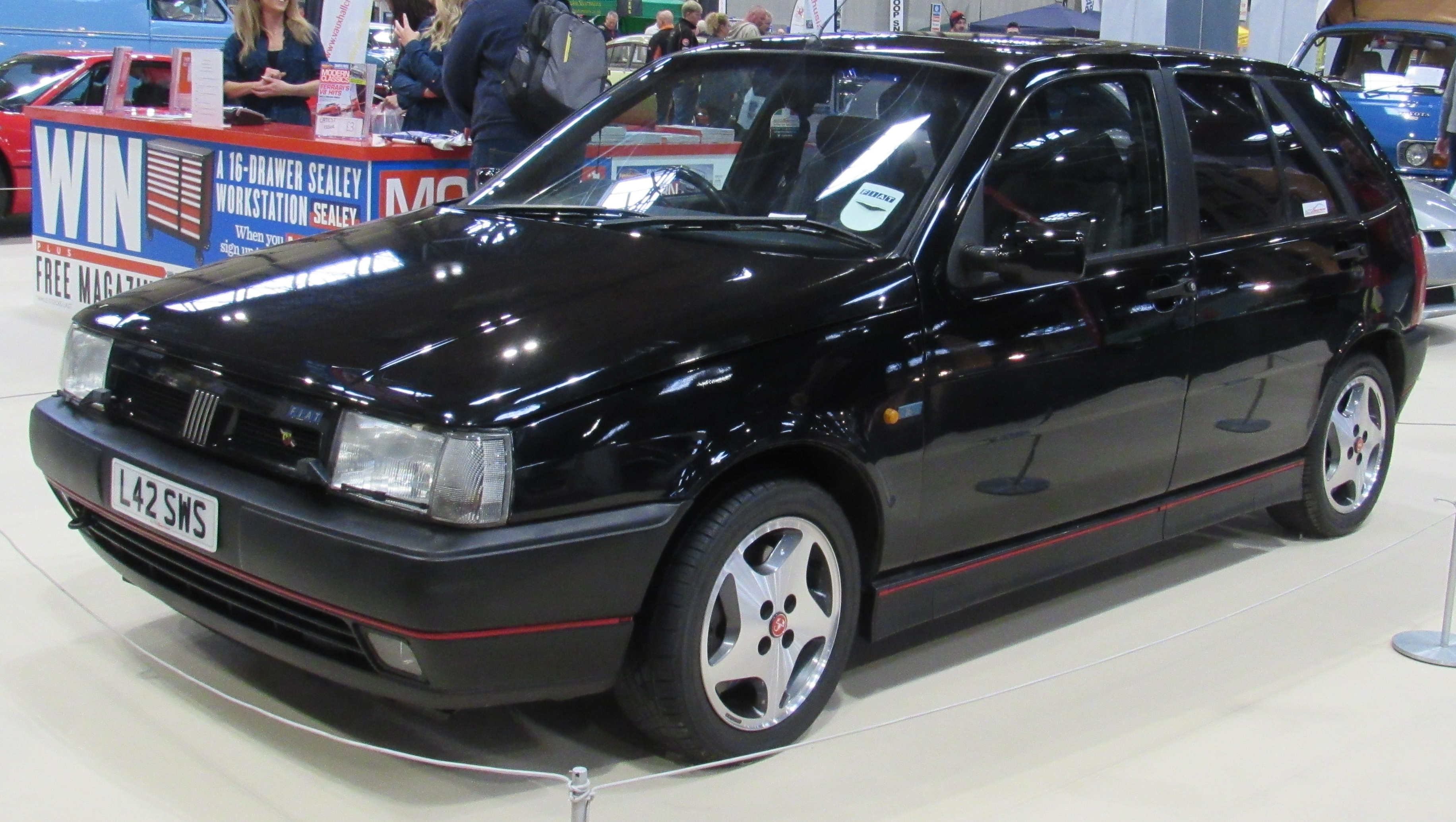
Fiat Tipo 5 puertas (Sedicivalvole)
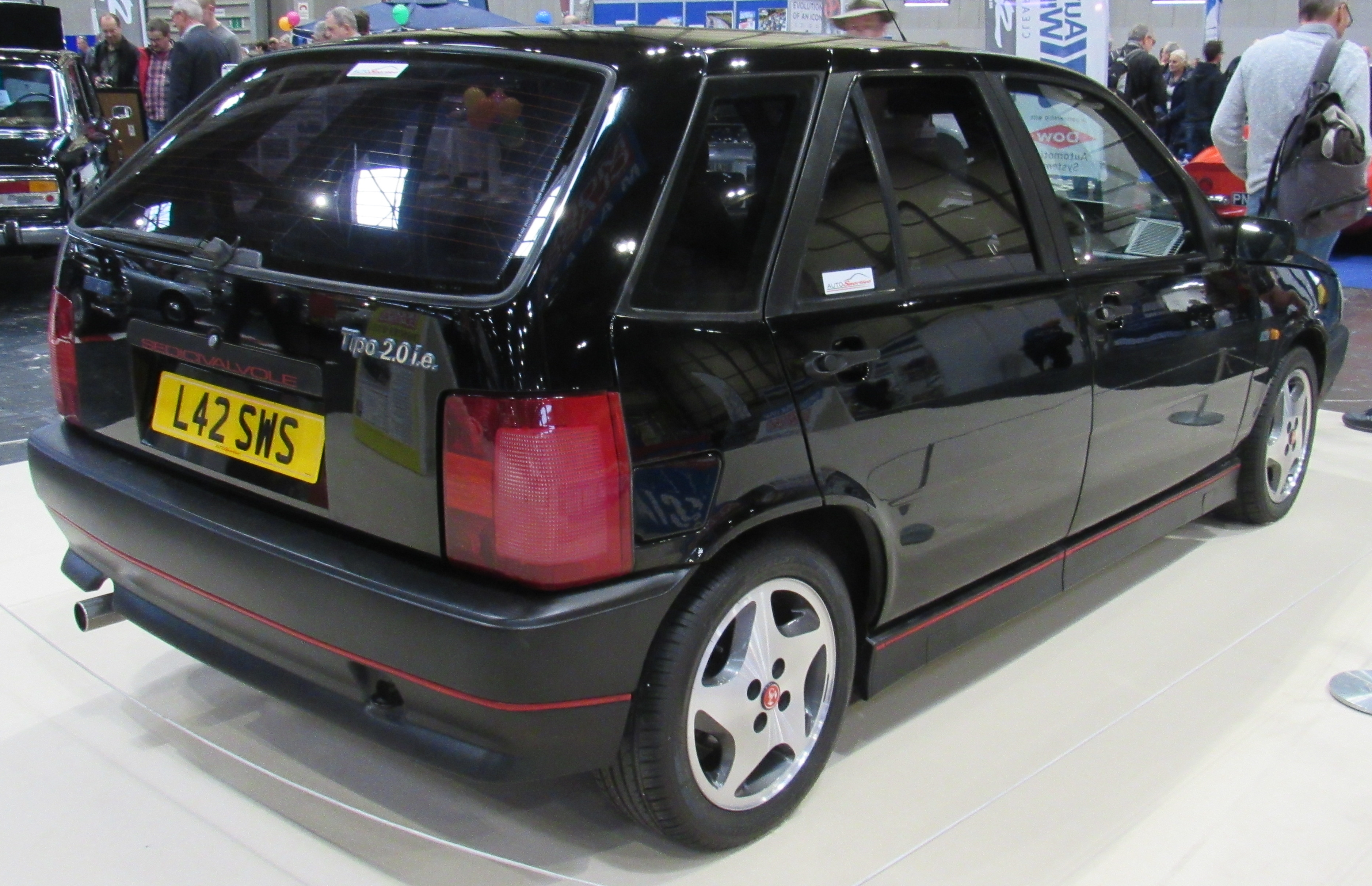
Vista trasera del Fiat Tipo 5 puertas
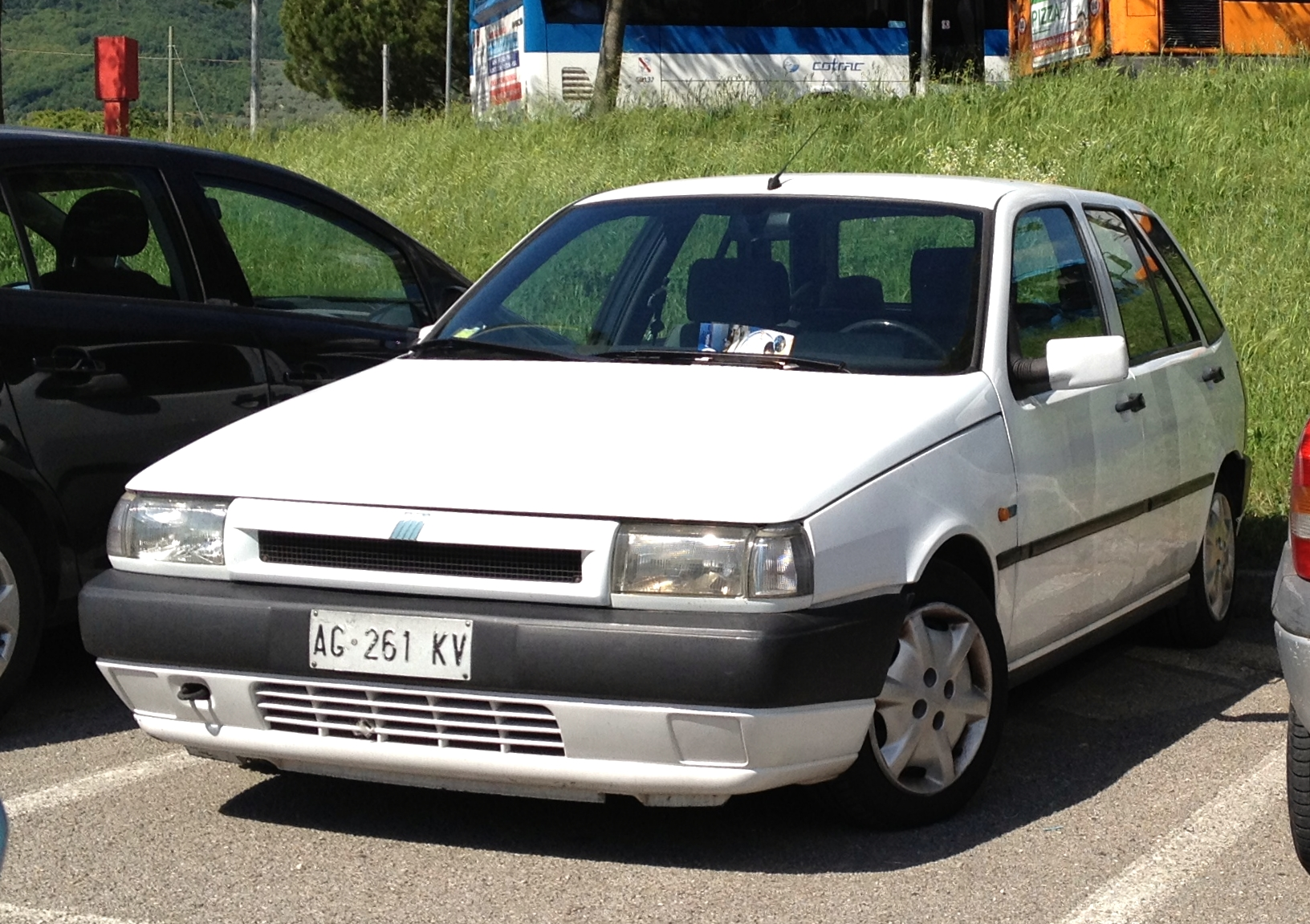
Fiat Tipo rediseño nuevo frontal

- Fiat Tempra:

El Fiat Tempra fue la versión sedán del Tipo, desarrollada y presentada en el año 1990. Sobre este modelo fueron desarrolladas también una versión Rural (denominada Tempra Weekend) y una cupé, esta última de producción exclusiva para el mercado brasileño.

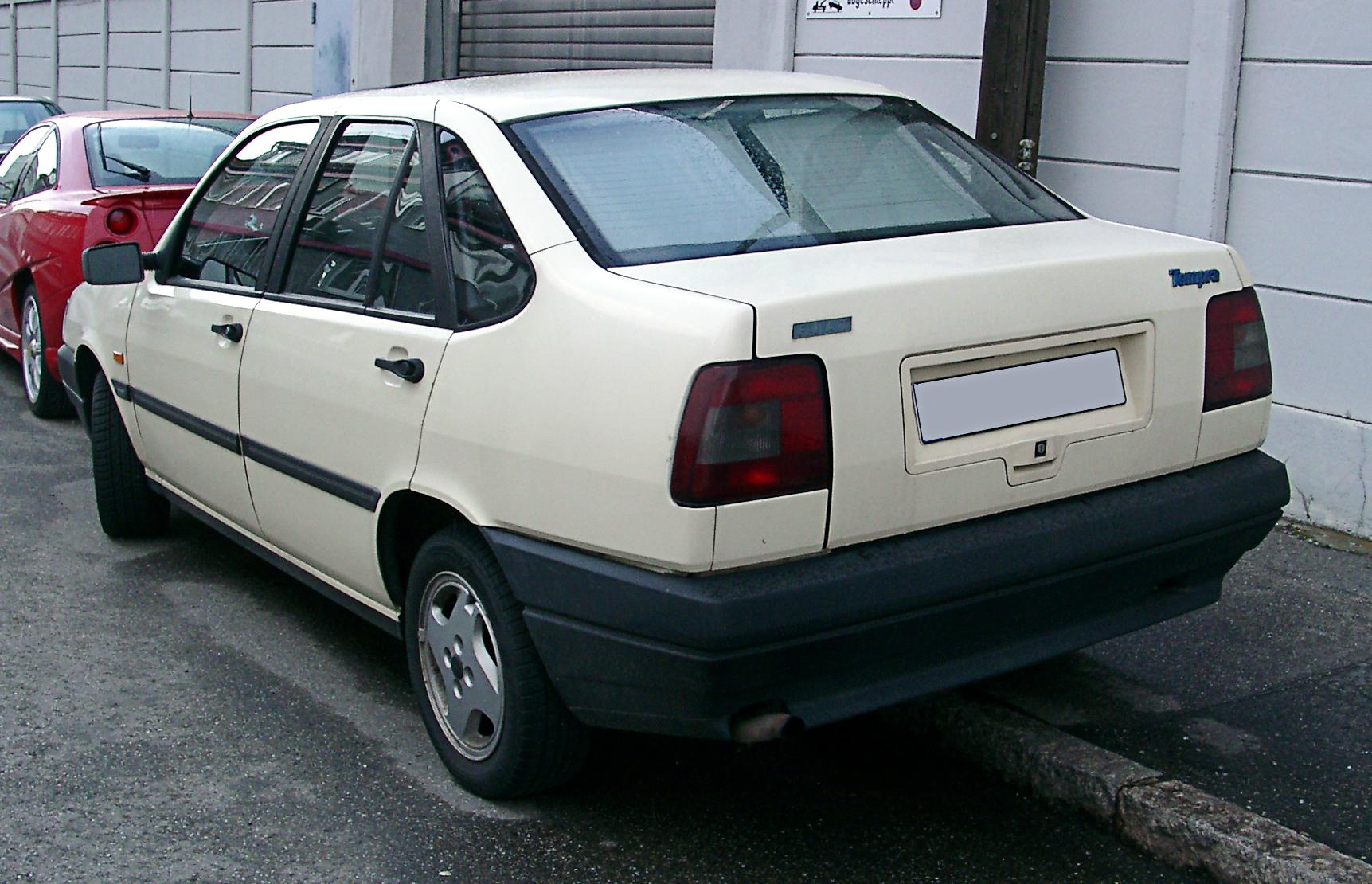
Vista trasera del Fiat Tempra berlina
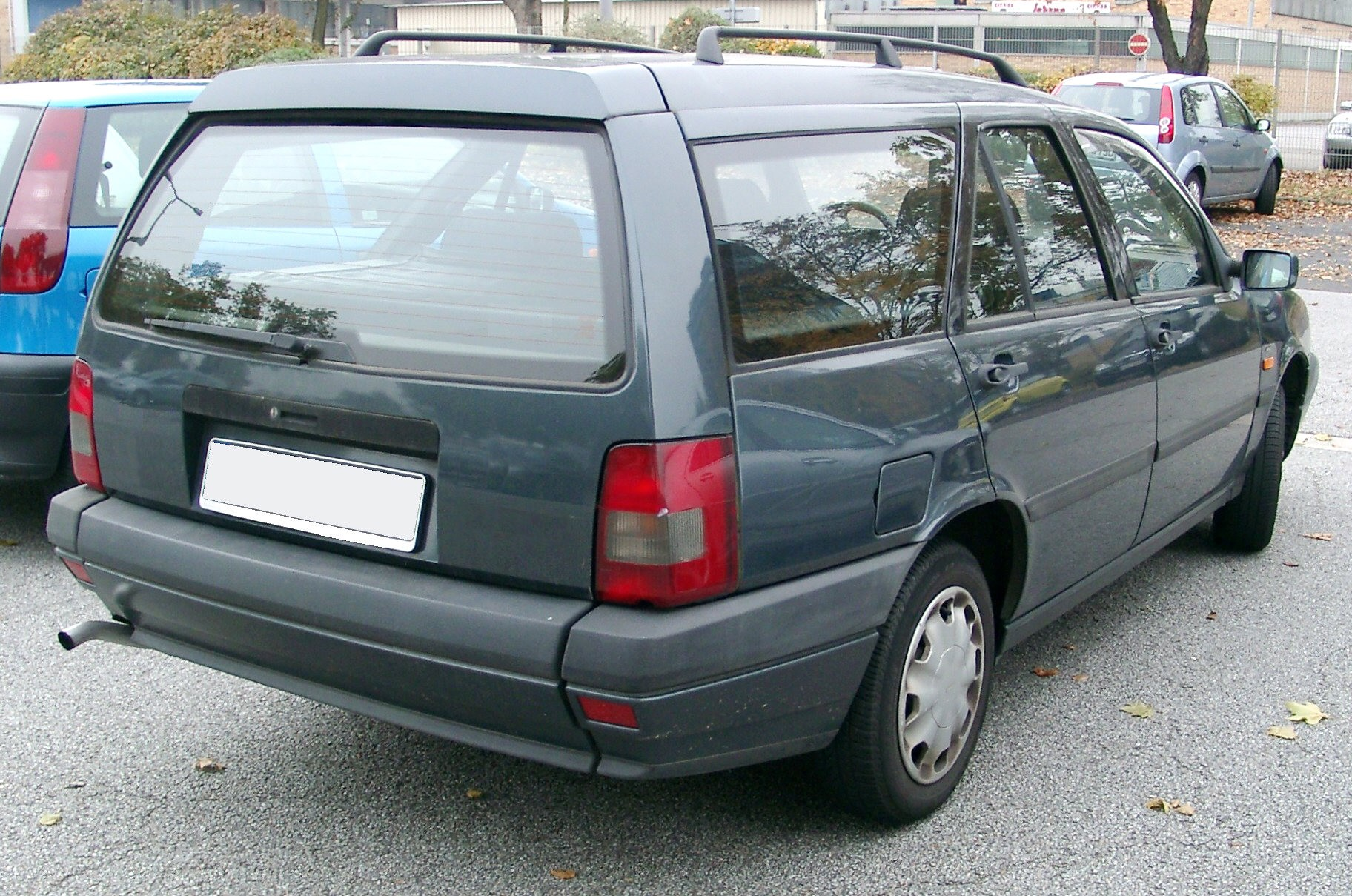
Vista trasera del Fiat Tempra familiar

## Acabados y versiones
Las versiones y equipamientos del Fiat Tipo fueron las siguientes:
- 1988-1993.

Versiones: AGT, AGT-S, DIGIT o DGT, Granturismo y Sedicivalvole.
- 1993-1996.

Versiones: S, SX, HLX, Granturismo y Sedicivalvole.
Cambia la denominación comercial de las versiones pero, manteniendo en un 90 % el equipamiento escalonado de la primera serie.
A partir de esta fecha, la instrumentación digital deja de montarse en los Fiat Tipo; siendo ya toda analógica, y quedando reservada únicamente para el Fiat Tempra, el cual dispone también de climatizador de serie, junto a esta instrumentación.
EQUIPAMIENTO:
Las diversas versiones contaron con diferentes equipamientos: Detallados a Continuación:
- AGT: Base. Incluye:

Cinturones de seguridad de 3 puntos inerciales + elevalunas delanteros y traseros manuales + Retrovisores Manuales + Cuadro de Instrumentos Analógico con odómetro Total y Parcial, y Testigos de Control + Luna Trasera Térmica + cerradura de seguridad Portón Trasero de 2 Posiciones + Tapicería de Tela. rueda de emergencia con límite de vel. máxima de circulación de 80 km/h. + tapón de combustible sin llave.
- AGT-S: como base +:

Elevalunas eléctrico delantero.+ Cierre centralizado. + Cinturones de seguridad de 3 puntos reg. en altura, cuadro de instrumentos analógico con tacómetro.
- DIGIT o DGT: Como AGT-S + :

Cuadro de instrumentos digital con check control y econometro + volante regulable en altura + tapicería en terciopelo + preinstalación para radio cassette estéreo y 4 altavoces + espejos exteriores eléctricos con desempañamiento térmico + parachoques color de la Carrocería + lector de mapas + lunas tintadas + tapa de guantera c/ llave + cierre centralizado de puertas, (Este consta además de): cerradura de seguridad, portón trasero con tres posiciones de cierre, sistema antivandalismo con comando de accionamiento y memoria eléctrica accionada desde el cierre centralizado de puertas, incluye bloqueo y apertura del portón trasero con antirrobo y seguro de puertas con bloqueo para apertura accidental desde el interior por niños + sistema antiintrusión al vano posterior desde el interior del habitáculo + tapón de combustible antirrobo con llave, y circuito de llenado con Sistema Anti-Hurto.
- Granturismo: Como DGT +:

Apertura del vehículo con mando a distancia + llantas de aleación ligera + dirección asistida + antinieblas delanteros + radio-cassete estéreo con 4 altavoces + asiento regulable en altura, regulación lumbar, tapicería alcantára y apoyabrazos central + aire acondicionado bi-level + techo solar + ABS y frenos de disco / disco ventilados + lavafaros y espejos interiores para conductor y pasajero c/ iluminación.
- Sedicivalvole:

Full equipe. todo lo anterior, + :
Asientos Recaro, Volante y pomo, Caja de cambios y freno de estacionamiento en piel Momo + Llantas de aleación y Neumáticos específicos, Amortiguadores y Muelles Bilstein rebajados, Barra de torretas, Amortiguación delantera anti-torsión Sparco + Instrumentación analógica c/ Check Control. + Kit específico aerodinámico, (Alerón trasero de portón, Paragolpes delantero y trasero, taloneras laterales y calandra frontal específica con mayor flujo de entrada de aire de admisión y refrigeración.
Opcionales:
- -Dirección asistida hidráulica.
- -Cinturones de seguridad laterales Traseros de 3 puntos, inerciales, plaza central/ventral. -(Obligatorios desde 1993 en todas las versiones U.E).
- -Airbag del conductor + Cinturón pirotécnico. -(Obligatorio desde 1993 en todas las versiones U.E).
- -Airbag para acompañante: NO se contempla ni como opción, pues la construcción y diseño del vehículo así lo limita.
- -Antinieblas delanteros.
- -Llantas de aleación ligera 14".

-Alarma volumétrica por ultrasonidos activada por radiofrecuencia, con sistema de bloqueo de arranque del vehículo, sistema de pánico con activación mediante mando a distancia, Activación del cierre de elevalunas y cierre centralizado del vehículo con indicación sonora y luminosa, Memoria e indicación luminosa de la causa de activación de la misma y Autoalimentacion en caso de corte eléctrico.
- -Techo solar eléctrico con apertura total, deslizante, basculante con luna de seguridad laminada, cubierta interior oscura y visera solar.
- -Aire acondicionado. Bi-Level.
- -Asientos regulables en altura con ajuste lumbar y apoyabrazos Central.
- -Espejos eléctricos y térmicos.
- -Lavafaros.
- -ABS.
- -Tapicería de Piel.
- -Pintura Metalizada.
- -Kit Aerodinámico.

Niveles de equipamiento
Niveles de equipamiento del Fiat Tipo de segunda serie (1993-1995):
- S (1.4 i.e., 1.6 i.e., 1.7 D): cinturones de seguridad regulables en altura, elevalunas eléctricos delanteros de serie (versión de 3 puertas)
- SX (1.4 i.e., 1.6 i.e., 1.6 i.e. Automático, 1.9 D, 1.9 TD): dirección asistida hidráulica, tacómetro, cinturones de seguridad regulables en altura, elevalunas eléctricos delanteros, panel de instrumentos, cristales tintados, cierre centralizado, interior de terciopelo, retrovisores exteriores y parachoques del color de la carrocería
- HSD (High Safety Drive): interruptor inercial, ABS, airbag, dirección asistida hidráulica, pretensor de cinturón de seguridad, tacómetro, cinturones de seguridad regulables en altura, elevalunas eléctricos delanteros, panel de instrumentos, cristales tintados, cierre centralizado, interior de terciopelo, retrovisores exteriores y parachoques del color de la carrocería
- SLX (1.8 i.e.e 2.0 i.e. automático) (solo 5 puertas): tacómetro, dirección asistida hidráulica, cinturones de seguridad regulables en altura, marcos de las ventanas negros, elevalunas eléctricos delanteros, panel de instrumentos, cristales tintados, cierre centralizado, interior de terciopelo, asiento del conductor regulable en altura con ajuste lumbar y reposabrazos central, faros antiniebla, llantas de aleación de 14", neumáticos 185/60 R14 H, reposacabezas traseros, frenos de disco en las 4 ruedas (delanteros ventilados), retrovisores exteriores del color de la carrocería y parachoques con entradas de aire más grandes.
- GT (1.8 i.e.e 1.9 TD): dirección asistida, marcos de las ventanas negro brillante, asientos deportivos contorneados, tacómetro, cinturones de seguridad regulables en altura, elevalunas eléctricos delanteros, panel de instrumentos, cristales tintados, cierre centralizado, faros antiniebla, neumáticos 185/60 R14 H, retrovisores exteriores del color de la carrocería y parachoques con entradas de aire más grandes.
- Sedicivalvole (2.0 i.e.e 16V): dirección asistida, marcos de ventanilla en negro brillante, asientos deportivos Recaro contorneados y bordes de cojín delanteros ajustables, pomo de la palanca de cambios forrado en cuero, cinturones de seguridad regulables en altura, tacómetro, elevalunas eléctricos delanteros, panel de instrumentos, cristales tintados, cierre centralizado, faros antiniebla, franjas rojas en el parachoques, llantas de aleación de 15", neumáticos 185/55 R15 V, ABS y frenos de disco en las 4 ruedas (ventilados delante), retrovisores exteriores del color de la carrocería, retrovisores exteriores ajustables eléctricamente con desempañador y faldones de parachoques con entradas de aire ampliadas.

En 1994, se introdujo el acabado especial Mania, que incluía embellecedores específicos para las ruedas, portaequipajes y radio de serie.
Los acabados SX, SLX, GT y 16V podrían tener como opciones: Airbag (de serie en HSD y también disponible en S), dispositivo antirrobo volumétrico, techo solar eléctrico de apertura total tanto corredizo como basculante en cristales tintados y con parasol, aire acondicionado, asientos regulables en altura, ajuste lumbar y apoyabrazos central (de serie en SLX), asientos divididos 60/40, regulación del alcance de los faros, espejos retrovisores eléctricos calefactables (de serie en 16V), lavafaros escamoteables con chorros de presión telescópicos, ABS, asientos de cuero, y para los 16V y GT asientos deportivos Recaro de cuero con borde delantero del cojín ajustable.

## Motores
El Fiat Tipo contaba con motorizaciones de cuatro cilindros.
- Las versiones gasolina, están compuestas por tres familias de motores, comenzando por el novedoso "Motor FIRE" de 1.1 litros de 56 Cv, los nuevos "Motores TIPO" 1,4 litros de 72 o 78 Cv, un 1,6 litros de 75 o 90 Cv, y los motores de la "Familia 100" evolucionados, comenzando con un 1,8 litros de 110 y 138 Cv y un 2 litros en variantes atmosféricas de 115, 142, y 148 Cv y con turbocompresor de 165 Cv y sistema de árbol de levas contrarrotante, como novedad mundial y sistemas Digiplex.

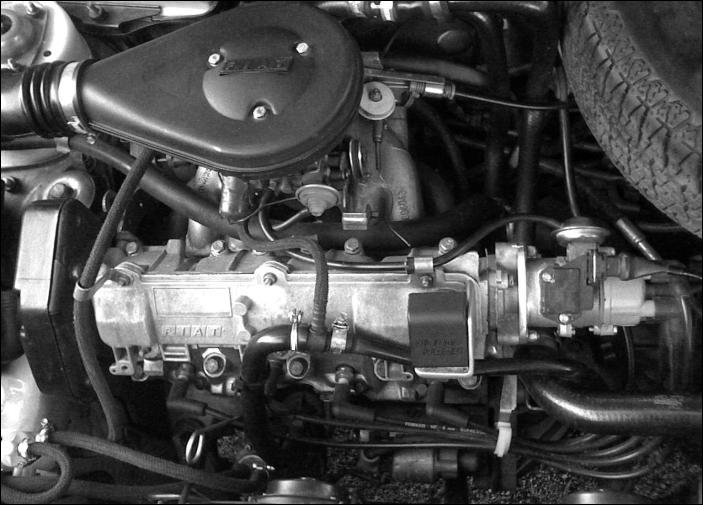
Motor Tipo carburador Weber
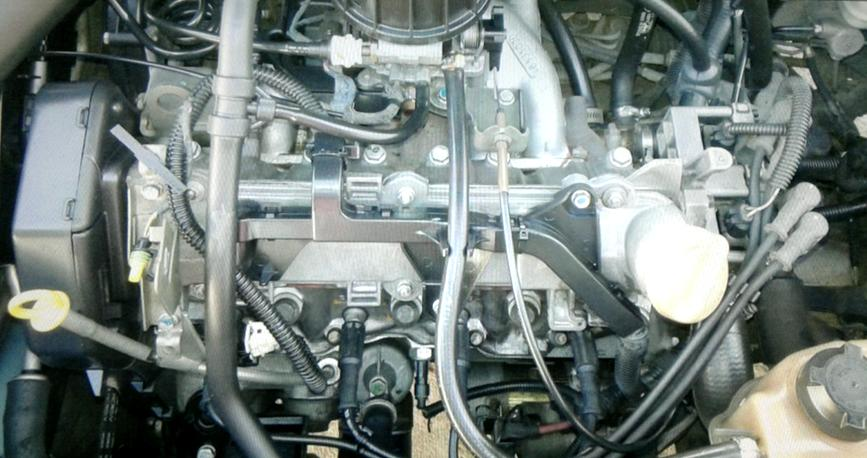
Motor Tipo SPI (Single Point Inyection)
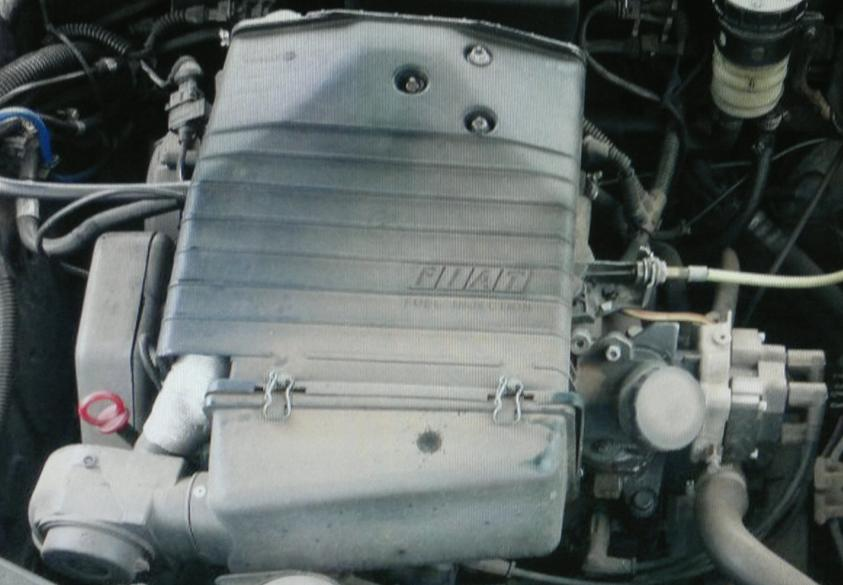
Motor Tipo MPI (Multi Point Inyection)
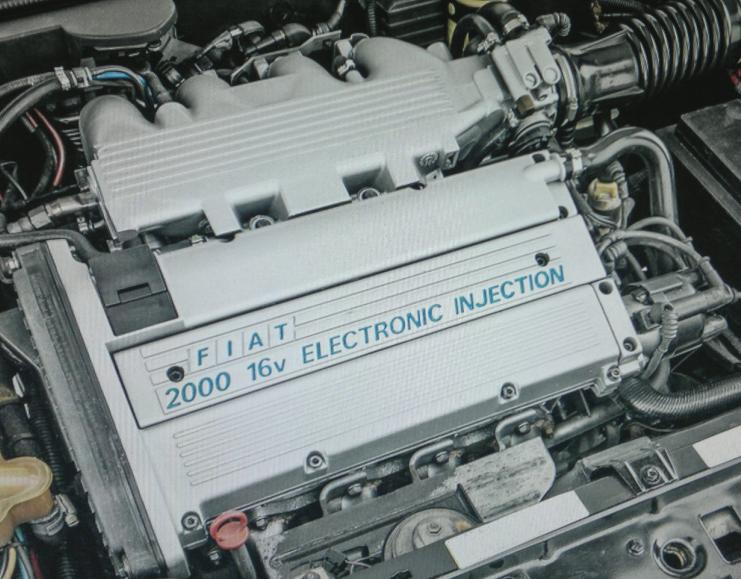
Motor 2.0 16v MPI

- Las versiones diésel, son un 1,7 atmosférico de 58 CV y un 1,9 litros en variantes atmosférica de 65 CV y turbocomprimida de 92 CV.

## En otros mercados
El Tipo 1.6 MPI (inyección multipunto) fue fabricado en Brasil en 1997 y comercializado en los países de la región.

## Uso por las Fuerzas del Orden
Las fuerzas policiales italianas han utilizado el Tipo como vehículo de servicio desde principios de la década de 1990. En particular, la Policía Estatal lo utilizó hasta mediados de la década de 2000, tanto como patrulla como para otros tipos de servicio. Los Carabineros, la Guardia di Finanza, el Cuerpo Forestal Estatal y el Cuerpo de Bomberos también contaban con Tipos, destinados al transporte de agentes y al servicio rutinario. Su color habitual era el Azul Ministerial, mientras que el Cuerpo de Bomberos utilizaba el rojo.

## El Tipo en los medios
Un Fiat Tipo gris oscuro de la primera temporada es el coche personal del comisario de policía Salvo Montalbano, tanto en la serie principal como en la precuela, El joven Montalbano, interpretado por Luca Zingaretti y Michele Riondino, respectivamente. En ambas series, basadas en las novelas de Andrea Camilleri, se utilizaron varios Tipo de producción, casi todos con matrícula AK 696 FW.
También se menciona en la canción Fuori dal tunnel de Caparezza como un elemento irónico dentro de un verso que habla de "veladas típicas".

## Derivados
La plataforma Tipo dio origen a nueve coches más. El primero de ellos fue el Yugo Sana/Zastava Florida en noviembre de 1988, seguido del sedán Lancia Dedra en abril de 1989 y el Fiat Tempra en febrero de 1990. El sedán deportivo Alfa Romeo 155, el cupé Fiat Coupé y el Lancia Delta Nuova se presentaron en 1993 y también se fabricaron sobre la plataforma Tipo, al igual que los Alfa Romeo 145 y 146, y los Alfa Romeo Spider y GTV (con una suspensión trasera diferente y otras mejoras en el chasis) entre 1994 y 1995.